# Lygaios
Lygaios (altgriechisch Λυγαῖος Lygaíos) ist ein Akarnanier der griechischen Mythologie.
Er ist der Vater der Polykaste, die mit Ikarios Mutter der Penelope sowie der Söhne Alyzeus und Leukadios wird.